# Hansi
Hansi là một thành phố và là nơi đặt hội đồng đô thị (municipal council) của quận Hisar thuộc bang Haryana, Ấn Độ.

## Địa lý
Hansi có vị trí 29°06′B 75°58′Đ / 29,1°B 75,97°Đ Nó có độ cao trung bình là 207 mét (679 feet).

## Nhân khẩu
Theo điều tra dân số năm 2001 của Ấn Độ, Hansi có dân số 75.730 người. Phái nam chiếm 54% tổng số dân và phái nữ chiếm 46%. Hansi có tỷ lệ 68% biết đọc biết viết, cao hơn tỷ lệ trung bình toàn quốc là 59,5%: tỷ lệ cho phái nam là 73%, và tỷ lệ cho phái nữ là 61%. Tại Hansi, 13% dân số nhỏ hơn 6 tuổi.